# Coroneo
Coroneo é uma cidade do estado de Guanajuato, no México. Está localizada no município de Coroneo e no estado de Guanajuato, no sudeste do país, 150 km a noroeste da Cidade do México, capital do país.